# František Macháček
František Macháček (8. listopadu 1834 – 11. ledna 1899 Votice) byl rakouský a český statkář a politik, v 2. polovině 19. století poslanec Českého zemského sněmu a okresní starosta ve Voticích.

## Biografie
Profesí byl statkářem v obci Olbramovice. Od roku 1865 až do své smrti vykonával funkci starosty votického okresu. Zasedal též v okresní školní radě v Sedlčanech. Zastával rovněž funkci ředitele První občanské záložny ve Voticích. Byl mu udělen Řád Františka Josefa. Obec Červený Újezd mu udělila čestné občanství. Koncem 60. let 19. století se podílel v regionu Voticka na organizování táborů lidu, kterými česká populace protestovala proti ústavnímu vývoji v Rakousku-Uhersku. Jako jeden ze 14 pořadatelů velkého táboru lidu na Blaníku roku 1868, který byl rozehnán policií, měl být souzen, ale proces nakonec pro ztrátu důkazního materiálu ani nezačal. Tvrdí se, že v téže době se Macháček zasadil o trasování železniční trati z Prahy do Budějovic tak, že dráha se vyhnula Voticím a zastávka byla zřízena poblíž jeho domovských Olbramovic, na Veselce. Ve svých pamětech ho za to kritizoval tehdejší starosta města Votice František Hochman. Důkazy však chybí (např. mapa s variantami trasování dráhy), dosud nalezené a zveřejněné dokumenty toto spíše vyvrací. Archivováno 27. 4. 2018 na Wayback Machine.
V 70. letech 19. století se zapojil i do zemské politiky. V doplňovacích volbách roku 1873 stejně jako v doplňovacích volbách v roce 1874 byl zvolen v kurii venkovských obcí (volební obvod Votice – Sedlčany) do Českého zemského sněmu. Vzhledem k tehdejší politice pasivní rezistence českých poslanců se ovšem do činnosti sněmu fakticky nezapojil. V doplňovacích volbách roku 1875 byl v tomto okrsku místo něj zvolen Josef Gärtner. Do sněmu se vrátil až po volbách roku 1883, opět za okrsek Votice – Sedlčany. Mandát obhájil ve volbách roku 1889. Byl členem staročeské strany. Zasedal v zemské komisi pro úpravu pozemkové daně.
Zemřel v lednu 1899 v 65. roce věku.